# Pintor de Camtar
Pintor de Camtar es el nombre convenido dado a un antiguo pintor de vasos del estilo de figuras negras, activo en Atenas en el tercio medio del siglo VI a. C.
Recibió su nombre convenido por los vasos que están en Cambridge y Tarquinia. Como otros pintores de su tiempo, como el Pintor de Ptoon, parece más anticuado de lo que realmente era debido a los frisos de animales y adornos de plantas unidos por zarcillos. Las ánforas de cuello ovalado, preferiblemente pintadas, están decoradas con frisos continuos en lugar de campos de cuadros, siguiendo el modelo antiguo. En el labio incluso muestra filas de rosetas que en realidad ya no eran comunes para este período. También siguió usando bandas decorativas, que la mayoría de sus contemporáneos ya no usaban. Sin embargo, representa estas líneas que corren por encima de las flores de loto en forma circular y no en ondas como es habitual.
Sus figuras parecen fornidas y arcaicas, toscas. La transformación de las líneas onduladas que atraviesan los lotos en filas de círculos es parte de las características de su estilo.  Una de sus particularidades es el uso del rojo en lugar del negro para las inscripciones como es habitual, lo que solo se conoce en algunos otros artistas, como Sófilos y el Pintor de Londres B 76. El Pintor de Camtar prefiere representar escenas mitológicas, como entre otras la rusticidad de Aquiles.